# Du hast den schönsten Arsch der Welt
«Du hast den schönsten Arsch der Welt» (en  inglés «Sweetest Ass in the World» - el primer sencillo que promociona el álbum de estudio  Aleksa C. y  Y-ass Vie "" Euphorie .

## Texto e interpretación
La canción ha sido grabada en varios idiomas:  alemán,  inglés y  español.

## Video musical
El video fue filmado en mayo 2007. El video es muy controvertido debido a las escenas eróticas, etc. El personaje principal del video es Y-Ass quien se presenta como una bailarina y narradora. El creador del sencillo  Alex C. aparece en algunas escenas.

## Lista utworów
- CD maxi sencillo (2007)

1. "Du hast den schönsten Arsch der Welt" (Single Version) – 3:33
2. "Du hast den schönsten Arsch der Welt" (Radio Version) – 3:34
3. "Du hast den schönsten Arsch der Welt" (Basshunter's Bass My Ass Radio Remix) – 3:30
4. "Du hast den schönsten Arsch der Welt" (Sh 101 Remix) – 5:45
5. "Du hast den schönsten Arsch der Welt" (Video)

- Sencillo de 12 pulgadas (2007)

A1 "Du hast den schönsten Arsch der Welt" (Extended Version) – 5:56
A2 "Du hast den schönsten Arsch der Welt" (Sh 101 Remix) – 5:48
B1 "Du hast den schönsten Arsch der Welt" (Basshunter's Bass My Ass Remix) – 5:24
B2 "Du hast den schönsten Arsch der Welt" (Steve X Remix) – 6:40
- CD sencillo (2007)

1. "Du hast den schönsten Arsch der Welt" (Single Version) – 3:33
2. "Du hast den schönsten Arsch der Welt" (Basshunter's Bass My Ass) – 5:24

- CD maxi sencillo, promo (2008)

1. "Du hast den schönsten Arsch der Welt" (Single Version) – 3:35
2. "Du hast den schönsten Arsch der Welt" (Radio Version) – 3:35
3. "Du hast den schönsten Arsch der Welt" (Basshunter's Bass My Ass Radio Remix) – 3:30
4. "Du hast den schönsten Arsch der Welt" (Extended Version) – 05:56
5. "Du hast den schönsten Arsch der Welt" (Basshunter's Bass My Ass Remix) – 05:24
6. "Du hast den schönsten Arsch der Welt" (Sh 101 Remix) – 5:48
7. "Du hast den schönsten Arsch der Welt" (Steve X Remix) – 06:40
8. "Du hast den schönsten Arsch der Welt" (Doc Phatt's Remix) – 05:41

- CDr promo (2007)

1. "Sweetest Ass in the World" (Radio Edit)
2. "Sweetest Ass in the World" (Extended Mix)
3. "Sweetest Ass in the World" (Dancing DJs Remix)
4. "Sweetest Ass in the World" (Alex K Remix)
5. "Sweetest Ass in the World" (Flip & Fill Remix)
6. "Sweetest Ass in the World" (Jorg Schmid Remix)

## Listas y certificaciones

### Listas
| Lista (2007-2008)    | Mejor Posición |
| -------------------- | -------------- |
| Ö3 Austria Top 40    | 1              |
| Bélgica              | 27             |
| República Checa      | 12             |
| Dutch Top 40         | 38             |
| German Singles Chart | 1              |
| Eslovaquia           | 71             |
| Suecia               | 57             |
| Schweizer Hitparade  | 50             |

### Anuales
| Listas               | Posición |      |      |      |      |      |      |
| 2007                 | 2007     | 2007 | 2007 | 2007 | 2007 | 2007 | 2007 |
| -------------------- | -------- | ---- | ---- | ---- | ---- | ---- | ---- |
| Ö3 Austria Top 40    | 30       |      |      |      |      |      |      |
| German Singles Chart | 40       |      |      |      |      |      |      |
| 2008                 |          |      |      |      |      |      |      |
| Ö3 Austria Top 40    | 27       |      |      |      |      |      |      |
| German Singles Chart | 36       |      |      |      |      |      |      |

### Década
| Listas (2000-2009)   | Posición |
| -------------------- | -------- |
| German Singles Chart | 51       |

- Datos: Q4175747